# Tlacaxipehualiztli
Tlacaxipehualiztli (náhuatl obdzieranie ludzi ze skóry) – święto ku czci środkowoamerykańskiego boga Xipe Toteca, jedno z najważniejszych w kalendarzu meksykańskich Indian, celebrowane przeważnie wiosną w celu zapewnienia odrodzenia się przyrody. W czasie święta na jednym ołtarzu składano ofiarę z ludzi, a na drugim obdzierano ich ze skór, które kapłani nosili przez resztę uroczystości, po czym składali je w ziemi w komorach przed ołtarzami, co miało zapewnić pomyślne odrodzenie przyrody.